# Сачек Володимир Володимирович
Володи́мир Волод́имирович Сачек (нар. 3 грудня 1988 — пом. 7 грудня 2014) — старший солдат 80-ї окремої десантно-штурмової бригади Збройних Сил України, учасник російсько-української війни.

## Життєпис
Зі шкільних років мав бажання стати десантником. Старший навідник, 80-та окрема десантно-штурмова бригада.
Із березня 2014 року перебував у зоні бойових дій, брав участь в боях за Слов'янськ, Донецький аеропорт. 1 вересня під час оборони ДАП був поранений, після одужання повернувся на фронт.
7 грудня 2014-го загинув поблизу міста Щастя — внаслідок мінометного обстрілу Луганської ТЕС російськими збройними формуваннями.
Без Володимира лишились батьки та сестра.
Похований в місті Хирів.

## Нагороди та вшанування
- Указом Президента України № 144/2015 від 14 березня 2015 року, «за особисту мужність і високий професіоналізм, виявлені у захисті державного суверенітету та територіальної цілісності України», нагороджений орденом «За мужність» III ступеня (посмертно)[1].
- Нагороджений нагрудним знаком «За оборону Луганського аеропорту» (посмертно).
- Вшановується в меморіальному комплексі «Зала пам'яті», в щоденному ранковому церемоніалі 7 грудня[2][3].